# Snellenius philippinensis
Snellenius philippinensis är en stekelart som först beskrevs av William Harris Ashmead 1904.  Snellenius philippinensis ingår i släktet Snellenius och familjen bracksteklar. Inga underarter finns listade i Catalogue of Life.